# Club Nacional de Football
Club Nacional de Football – urugwajski klub sportowy (najbardziej znany z sekcji piłki nożnej) z siedzibą w stołecznym mieście Montevideo. Występuje w rozgrywkach Primera División. Domowe mecze rozgrywa na obiekcie Estadio Gran Parque Central.
Istnieje od chwili założenia drużyny piłkarskiej. Został założony 14 maja 1899 w przez grupę studentów przez połączenie dwóch klubów: Uruguay Athletic Club i Montevideo Football Club. Jego odwiecznym rywalem jest CA Peñarol. Drużyna piłkarska należy do najbardziej utytułowanych zespołów świata w tej dyscyplinie, ma na koncie czterdzieści cztery Urugwajskich mistrzostw, a także dwadzieścia jeden oficjalnych turniejach międzynarodowych.

## Sukcesy
- Mistrz Urugwaju (44): 1902, 1903, 1912, 1915, 1916, 1917, 1919, 1920, 1922, 1923, 1924, 1933, 1934, 1939, 1940, 1941, 1942, 1943, 1946, 1947, 1950, 1952, 1955, 1956, 1957, 1963, 1966, 1969, 1970, 1971, 1972, 1977, 1980, 1983, 1992, 1998, 2000, 2001, 2002, 2005, 2005/06, 2008/09, 2010/11, 2011/12.
- Copa Libertadores de América w 1971, 1980 i 1988 roku
- Puchar Interkontynentalny (1971, 1980 oraz 1988 rok)
- Klubowe Mistrzostwo Świata w latach: 1971, 1980, 1988
- Copa Interamericana w 1972 i 1989 roku

## Aktualny skład
Stan na 1 września 2022.
| Nr | Poz. | Piłkarz                 |
| -- | ---- | ----------------------- |
| 1  | BR   | Sergio Rochet (kapitan) |
| 2  | OB   | Mathías Laborda         |
| 3  | OB   | Léo Coelho              |
| 4  | OB   | Mario Risso             |
| 5  | PO   | Yonathan Rodríguez      |
| 6  | OB   | Camilo Cándido          |
| 8  | NA   | Emmanuel Gigliotti      |
| 9  | NA   | Luis Suárez             |
| 10 | NA   | Franco Fagúndez         |
| 11 | NA   | Ignacio Ramírez         |
| 12 | BR   | Martín Rodríguez        |
| 13 | OB   | Christian Almeida       |
| 14 | PO   | Joaquín Trasante        |
| 15 | PO   | Diego Rodríguez         |
| 16 | OB   | Leandro Lozano          |

| Nr | Poz. | Piłkarz             |
| -- | ---- | ------------------- |
| 17 | PO   | Francisco Ginella   |
| 19 | NA   | Alfonso Trezza      |
| 20 | PO   | Felipe Carballo     |
| 21 | NA   | Renzo Sánchez       |
| 22 | NA   | Diego Zabala        |
| 23 | NA   | Álex Castro         |
| 24 | PO   | Manuel Monzeglio    |
| 25 | BR   | Ignacio Suárez      |
| 27 | NA   | Santiago Ramírez    |
| 28 | NA   | Juan Gutiérrez      |
| 30 | OB   | Juan Izquierdo      |
| 40 | BR   | Mathías Bernatene   |
| 44 | PO   | José Luis Rodríguez |
| 46 | PO   | Rodrigo Chagas      |